# Branchinecta mackini
Branchinecta mackini är en kräftdjursart som beskrevs av Dexter 1956. Branchinecta mackini ingår i släktet Branchinecta och familjen Branchinectidae. Inga underarter finns listade.